# Riders for Health

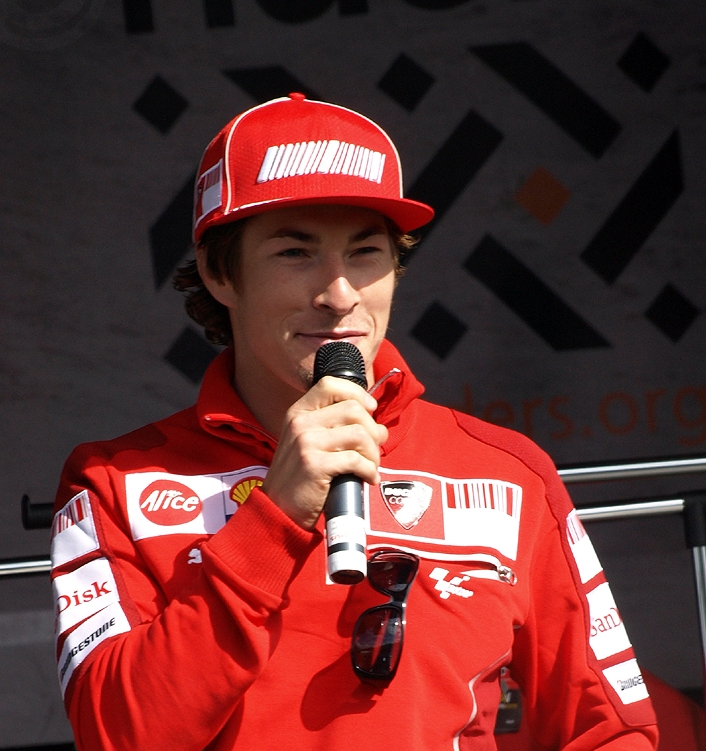
Nicky Hayden tijdens de Day of Champions in Donington in 2009 (met het Riders logo op de achtergrond)

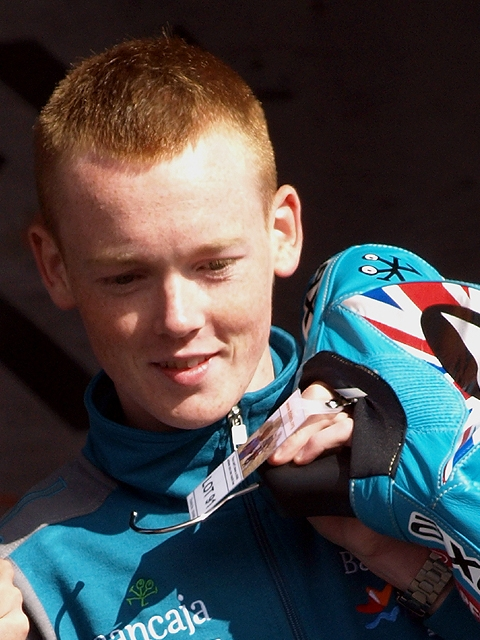
Bradley Smith veilt zijn racepak ten bate van Riders for Health (Day of Champions 2009)

Riders for Health is een niet-gouvernementele non-profitorganisatie die zich tot doel stelt gezondheidszorg in Afrikaanse dorpen te verbeteren door het beschikbaar stellen van voertuigen en het verzorgen van onderhoudsprogramma's daarvoor.

## Geschiedenis
Riders for Health werd in de jaren tachtig opgericht door journalist Barry Coleman, zijn vrouw Andrea en motorcoureur Randy Mamola. Riders ontstond uit een groep mensen die vanaf 1986 bij wegrace-Grand Prix' geld inzamelden voor Save the Children, een organisatie die zich inzet voor kinderen in ontwikkelingslanden. Tijdens een aantal reizen in 1988 in ontwikkelingslanden ontdekten Mamola en Barry Coleman dat in Mogadishu voertuigen ten behoeve van gezondheidszorgers soms door kleine defecten onbruikbaar waren en niet gerepareerd werden. Daardoor kon de bevolking in afgelegen gebieden niet verzorgd worden. Voor Coleman en Mamola was voertuigtechniek een open boek, en zij wisten dat de levensduur van voertuigen alleen gegarandeerd kon worden door juist en tijdig onderhoud, zeker in de zware omstandigheden in Afrika. Bovendien begrepen ze dat vervoer de sleutel was voor de ontwikkeling van Afrika. Barry Coleman ging samenwerken met bestaande organisaties om onderhoudssystemen voor de voertuigen te ontwikkelen en Andrea zocht naar ondersteuning in de motorwereld voor een nieuwe organisatie voor Afrika. Zij organiseerde de "Day of Champions" tijdens de Britse Grand Prix en een helmgarderobe bij motorevenementen. De opbrengst hiervan gaat naar Riders for Health. In 1989 zette Barry Coleman als consultant voor het Safe the Children Fund en de Wereldgezondheidsorganisatie een onderhoudstrainingsprogramma in Gambia op.
- In 1990 werd getest met een onderhoudsprogramma in Oeganda.
- In 1991 startte het eerste nationale programma in Lesotho en in 1994 gebeurde dat in Zimbabwe.
- In 1996 werd Riders for Health geregistreerd als een onafhankelijke NGO in het Verenigd Koninkrijk.
- In 1997 werd Prinses Anne beschermvrouwe van Riders for Health. In hetzelfde jaar startte het "Transport Resource Management" programma in Zimbabwe. Bij dit programma betaalden andere NGO's Riders for Health voor het onderhoud van hun voertuigen, gebaseerd op een vaste prijs per gereden kilometer. Riders for Health zorgde voor het onderhoud van de voertuigen.
- In 1999 startte men een logistiek programma in Nigeria en begon men geld in te zamelen in Nederland.
- In 2000 zette men een logistiek programma op in Congo en werd Riders USA opgericht. De Day of Champions werd ook tijdens de Grand Prix van Valencia gehouden. Riders ontving fondsen uit de Britse National Lottery om een onderhoudsschool in Zimbabwe te bouwen. Deze International Academy of Vehicle Management (IAVM) werd in 2002 geopend.
- In 2001 startte men een nieuw programma in Gambia waarbij ook het voertuigpark van de overheid werd uitbesteed aan Riders for Health.
- In 2003 werd het contract verlengd voor het voertuigenpark van de anti-polio teams van de WHO. Honda doneerde 75 motorfietsen voor gebruik in Zimbabwe. De eerste door Riders for Health ontwikkelde Uhuru werd in Zimbabwe geproduceerd.
- In 2004 werd de Spaanse tak van Riders for Health, “Motos Solidarias” opgericht, evenals de Duitse tak. Riders verwierf een contract om werkplaatsen en voertuigen van de Verenigde Naties in Nigeria te beheren. De Britse Nuffield Foundation betaalde delen van de IAVM. De eerste Uhuru werd geëxporteerd uit Zimbabwe. Barry en Andrea Coleman werden uitgenodigd lid te worden van de prestigieuze Schwab Foundation for Social Entrepreneurship. Riders organiseerde een tentoonstelling in het Lagerhuis onder de titel "Get Africa on the road".
- In 2005 nam Riders deel aan een groot televisie-evenement in New York. Time Magazine noemde Barry en Andrea "Heroes of Global Health".
- In 2006 nam Riders deel aan het World Economic Forum in Davos. Christiane Amanpour maakte een documentaire over Riders for Health voor de nieuwszender CNN. Om het tienjarig bestaan te vieren werd de "Riders Week" georganiseerd; vijf dagen van feest en fondsenwerving, die geopend werd door HRH The Princess Royal (Prinses Anne). In dit jaar won Riders for Health een van de Skoll Awards for Social Entrepreneurship van de Skoll Foundation, wat onder meer inhield dat de Skoll Foundation een lening van 3,5 miljoen dollar garandeerde van de GT Bank in Nigeria, die alle benodigde voertuigen bekostigde voor Gambia.[1]
- In 2007 was Riders for Health een van de drie organisaties die werden bezocht door Charley Boorman en Ewan McGregor tijdens hun wereldreis waarbij ze de documentairereeks "Long Way Round" maakten. Voor het eerst werd Riders for Health Day tijdens de Amerikaanse Grand Prix in Laguna Seca georganiseerd.
- In 2008 keerde Riders na 12 jaar terug naar Lesotho. Men startte samen met het gezondheidsministerie een nieuw programma waarbij 120 gezondheidswerkers mobiel werden gemaakt.
- In februari 2009 zette Riders het nieuwe Transport Asset Management Programme op in Gambia. Daardoor werd Gambia het eerste Afrikaanse land waar gezondheidswerkers iedereen in het land konden bereiken.
- In 2011 runde Riders for Health programma's in Gambia, Zimbabwe, Nigeria, Kenia, Tanzania, Kenia en Lesotho. Er waren 300 mensen in dienst in Afrika, zij beheerden 1.300 voertuigen en bereikten daarmee 12 miljoen mensen. Gemiddeld reden gezondheidswerkers 675 km per maand.

### Day of Champions
De Day of Champions wordt georganiseerd op de donderdag vóór de Britse Grand Prix. Het is een initiatief van Kenny Roberts sr. en vond voor het eerst plaats in 1990. Bij de organisatie werd het echtpaar Coleman en Jeanette Wragg betrokken, maar ook de coureurs Eddie Lawson, John Kocinski, Wayne Rainey en uiteraard Randy Mamola. Sindsdien is het een jaarlijks terugkerend evenement, waarbij onder andere spullen van de topcoureurs uit de MotoGP worden geveild.

### Uhuru
Een “Uhuru” (Swahili voor “vrijheid”) is een lichte motorfiets met zijspan, grotendeels gebouwd met lokale materialen, die als transportvoertuig maar ook als ambulance dienst kan doen. Boven op het zijspan kan een brancard bevestigd worden en bovendien kan een aanhangwagen meegenomen worden. De Uhuru wordt ter beschikking gesteld aan afgelegen dorpsgemeenschappen, niet alleen voor zieken- en gewondenvervoer, maar ook voor het vervoer van verbouwde producten, bijvoorbeeld naar de markt.

## Werkwijze
Riders for Health zorgt voor onderhoudswerkplaatsen in ontwikkelingslanden, maar leidt daar ook lokale monteurs op om onderhoud te plegen aan terreinwagens en motorfietsen van gezondheidswerkers. De gebruikers zélf krijgen een training om het kleine, basisonderhoud te verzorgen. Daarnaast worden rijtrainingen verzorgd en krijgen de motorrijders motorkleding om hun werk veiliger te maken. Daardoor is de bereikbaarheid van de bevolking vijf maal groter dan voorheen. Riders for Health werkt in landen waar ze actief is uitsluitend met lokale medewerkers, zowel in het management als de uitvoering. Ook het management wordt opgeleid. Ook meisjes worden tot monteur opgeleid, in sommige gevallen komen leerlingen uit landen waar Riders niet actief is, zodat ook daar technische ondersteuning ontstaat. Naast voertuigen voor het verlenen van medische zorg levert Riders for Health ook ondersteunende voertuigen zoals tankauto's en bergingsvoertuigen.

## Riders for Health Benelux
Riders for Health Benelux is gevestigd in Assen en werd in 1997 ingeschreven bij de Kamer van Koophandel. De organisatie draait volledig met vrijwilligers. In 1999 kreeg men in samenspraak met Riders for Health UK een eigen project toegewezen: Gambia. Fondsen worden vooral geworven met de helmengarderobe tijdens de TT Assen, maar men heeft ook donateurs en sponsors. De helmengarderobe heeft intussen een permanente plek gekregen onder de hoofdtribune van het TT-Circuit en er is een tweede helmengarderobe bij de Stekkenwal gekomen. Riders koopt van de opbrengst materialen die vervolgens naar Gambia worden verscheept (er wordt nooit geld gestuurd of overgemaakt).

## Best Transport Achievement Award
In 2012 ontving Therese Drammeh, programmadirecteur van Riders for Health Gambia, de Best Transport Achievement Award. Deze prijs was ingesteld door UPS en Fleet Forum. Hij werd uitgereikt omdat Gambia het eerste land in Afrika was waar alle inwoners bereikbaar waren voor gezondheidswerkers. Riders for Health had dit bereikt in samenwerking met het ministerie van gezondheid in Gambia. Fleet Forum is een organisatie die zich bezighoudt met het verbeteren de veiligheid, de milieu-effecten en de efficiency van het transport in ontwikkelingslanden.